# サートゥルヌス

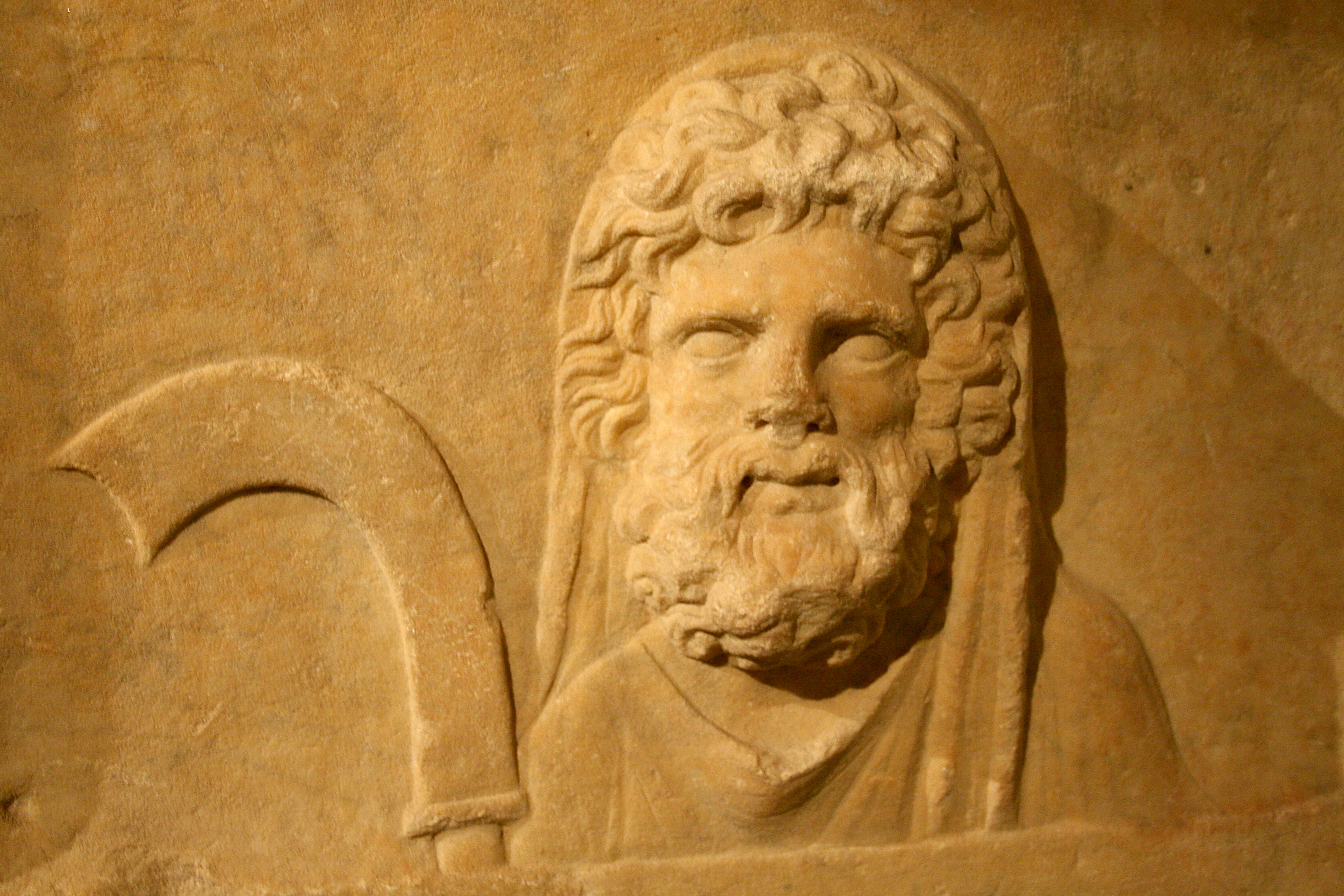
サートゥルヌス

サートゥルヌス (Sāturnus) は、ローマ神話に登場する農耕神。
英語ではサターンであり、土星の神ともされる。ギリシア神話のクロノスと同一視され、妻はオプスないしルア (Lua) とされる。

## 概要
本来はエトルーリアの神であった。彼を祀る神殿は、カピトーリーヌスの丘のカピトーリウムへの道路上にあった。
彼の祝祭はサートゥルナーリア (Sāturnālia) と呼ばれ、毎年12月17日から7日間執り行われた。その間は、奴隷にも特別の自由が許された。様々な贈り物が交換されたり、蝋燭が灯され、あらゆる愉快な遊びが行われた。これが後のクリスマスの原型だとも言われている。

## ギリシア神話との関係
クロノスと同一視されたため、ゼウスに王位を奪われた後にイタリアに来たと考えられた。カピトーリーヌスの丘に都市を作りサートゥルニアと呼んだとされる。
そして、人々に農業やブドウの木の剪定などを教え、法を発布して黄金時代を築いたという。
彼をイタリアに迎えたのはヤーヌスだった。